# José Antonio García Barriga
José Antonio García Barriga, (Bonares, 1949) es Doctor y Licenciado en Filología Hispánica por la Universidad de Sevilla y Maestro por la Escuela de Magisterio de Huelva..

## Biografía
Aunados en su vida profesional docencia y periodismo, fue redactor de las publicaciones Saeta Azul y Saetín, (prensa didáctica) y colaborador, más tarde, de la Gran Enciclopedia de Andalucía (Ed. Anel). Coordinador de la sección Jueves Literarios en El Correo de Andalucía, durante dos décadas firmó  como articulista en el  medio citado, en los diarios Odiel y El Periódico (edición Huelva); e igualmente en otros periódicos y revistas especializadas: Borrador y  Andalucía Educativa (Junta de Andalucía ); Con dados de Niebla (Diputación de Huelva), de cuyo  consejo de redacción formó parte; la cordobesa Zubia, y la aragonesa Turia. En el ámbito  del  periodismo radiofónico  se  cuenta su participación en el programa “Hoy por hoy” (Cadena SER. Huelva, sección titulada “El  Observador”). 
Docente adscrito a la Consejería de Educación de la Junta de Andalucía, ha sido durante catorce años coordinador del Servicio de Publicaciones de la Delegación de Educación en Huelva y, desde sus comienzos hasta el año 2008, coordinador provincial del programa de televisión educativa El Club de las Ideas, de RTVA (Canal Sur). 
En la actualidad, entregado exclusivamente a la creación e investigación lingüística y literaria, resaltamos, junto a su obra poética personal, sus estudios, conferencias y publicaciones sobre Juan Ramón Jiménez (Campoamor González, Antonio. Bibliografía de Juan Ramón Jiménez, Ed. Fundación Juan Ramón Jiménez, Moguer, 1999), además de la tesis  doctoral titulada (“Juan Ramón Jiménez y las revistas literarias”).
Es escritor adscrito al Grupo de Investigación de la Universidad de Sevilla Escritoras y Escrituras (HUM753). Codirector de la colección de libros de poesía “Cuando llega octubre” (Ed. Diputación de Huelva) y cofundador de la Fundación Odón Betanzos Palacios, (Rociana del Condado. Huelva). Iniciador y coordinador igualmente de la colección Cuadernos literarios La Placeta (Ed. Cajasol). Coordinador  regional del proyecto “Juan Ramón Jiménez”, Consejería de Educación y Ciencia  de la Junta de Andalucía.

## Obra

### Publicaciones
- 1983: Fundido en pleamar. Poesía. Ed. Club de Escritores Onubenses. Colección.Alazán. Huelva,  ISBN 13: 978-84-7231-908-0; ISBN 10: 84-7231-908-3.
- 1986: Rumor de luz. Poesía. Ed. Alfar. Colección La rama de perejil. Sevilla, ISBN 13: 978-84-86256-18-0; ISBN 10: 84-86256-18-6.
- 1991: Poetas en el aula (Programa Juan de Mairena). Poesía. Ed. Consejería de Cultura de la Junta de Andalucía. ISBN 84-87215-49-1.
- 1999: La fijeza aprendida. Poesía. Ed. Diputación de Huelva. Colección Juan Ramón Jiménez de Poesía, Huelva.
- 1999: Anotaciones sobre un vuelo. Poesía. Ed. Alfar, Sevilla.  ISBN 13: 978-84-7898-146-5, ISBN 10: 84-7898-146-2
- 2000: Juan Ramón Jiménez , poeta del entorno. Quinto Encuentro de Poetas y Escritores del Entorno de Doñana, Palacio de La Marismilla, 17-19 de abril de 1999: Fundación Odón Betanzos Palacios, p. 195-203. ISBN 84-930850-4.
- 2000: Alba imperfecta. Poesía. Ed. La Voz de Huelva, Huelva.
- 2006: Líneas de fuga. Prosa. Ed. Arcibel Editores, Sevilla. ISBN 13: 978-84-934508-3-0, ISBN 10: 84-934508-3-9.
- 2006: Jrj. Poemas(Estudio sobre la poesía de Juan Ramón Jiménez). Ed. Everest. Colección Punto de Encuentro, León. ISBN 13: 978-84-241-1303-2, ISBN 10: 84-241-1303-9.
- 2007: Generación del 27. Poemas. Ed. Everest, Colección Punto de Encuentro, León. ISBN 13: 978-84-241-1842-6.
- 2007: El color de los incendios.[2] Poesía. Ed. Arcibel Editores. Colección Aljibe, Sevilla. ISBN 13: 978-84-935747-9-6.
- 2015: Música es el libro.[3] Colección Poesía en Tránsito. Ed. En Huida.  ISBN 13: 978-84-943720-6-3.
- 2016: Quien conmigo va.[4] Ed. Benide, Sevilla. ISBN 13: 978-84-16390-26-7.
- 2017: La Eternidad del Instante - L'eternitá dell'istante.[5] Ed. Benilde, Sevilla. ISBN 13: 978-84-16390-39-7.

#### Editor
- Saeta Azul y Saetín.
- Borrador, Revista de Educación.

#### Redactor
- Pequeña Historia de Juan Ramón Jiménez. (ed. Mediterrània).
- La Gran Enciclopedia de Andalucía. (ed. Anel).

#### Colaboraciones y antologías
- 2001: Congreso Internacional en homenaje a Zenobia Camprubí: "Representar-representarse: firmado, mujer". Moguer, 25-28 de octubre de 2001. Dirección, Antonio Rodríguez Almansa, Mercedes Arriaga Flórez; Coordinación: José Luis Gozálvez Escobar, José Antonio García: Fundación Juan Ramón Jiménez.
- 2010: Juan Ramón, editor. Odiel Información Huelva: Odiel Press (19 oct. 2010). ISSN: 1576-5326.
- 2010: Moguer en Platero. Odiel Información Huelva: Odiel Press (27 oct. 2010). ISSN: 1576-5326.
- 2010: Garfias, en su reino. Odiel Información. Huelva: Odiel Press (2 nov. 2010). ISSN: 1576-5326.
- 2011: Taller sobre copla,[6] cursos de verano en Casariche.
- 2013: La infame turba, editado por Andrés Marín Cejudo.
- 2015: La literatura en Huelva: entrevistas con los escritores editado por Juan Ávila Fernández, ed. artgerust.
- 2015: Lírica de una Atlántida. Ed. Alazán.
- 2016: Aires de Roma Andaluza (Antología poética. Textos de José Antonio García, Juan Cobos Wilkins y Juan Drago), Ed. Arcibel editores.
- 2018: Encuentro Internacional Ars Poetica 1. Erato Ars Poetica, revista Internacional, Grecia.
- 2022: Participación como poeta en La obra de Miguel Hernández desde la visión trasatlántica. Fundación Cultural Miguel Hernández. ISBN: 978-84-122603-3-5
- 2024: Participación como poeta en Mueve la voz Amor de mi gemido. Una antología. Proyecto Encuentro Letras Celestes. La Puebla de los Infantes. Sevilla. Andalucía. España[7]